# Tramwaje w Opatii
Tramwaje w Opatii − zlikwidowany system komunikacji tramwajowej w chorwackim mieście Opatija.
Pierwsze plany budowy tramwajów w Opatii pojawiły się w 1892 – chciano wtedy wybudować linię tramwaju parowego z Matulje do Volosko, jednak nie przystąpiono do budowy z powodu protestów właścicieli hotelów, obawiających się zadymienia i hałasu, który odstraszałby gości. 
Prace nad uruchomieniem tramwaju, tym razem elektrycznego, rozpoczęto w 1900. Koncesję na budowę 12 km linii wydano 9 lutego 1906. Linę oddano do eksploatacji 9 lutego 1908. Tramwaje w Opatii zamknięto w dniu 31 marca 1933. Następnego dnia na trasę tramwajową wyruszyły autobusy.